# Kieszonka przysadki

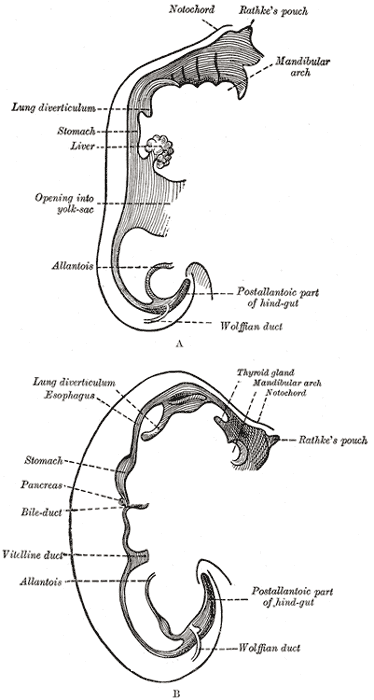
Schemat dwóch stadiów embriogenezy cewy pokarmowej człowieka, zaznaczono kieszonkę Rathkego

Kieszonka przysadki, kieszonka Rathkego (ang. Rathke's pouch) – w embriogenezie, uchyłek gardzieli powstający naprzeciwko błony policzkowo-gardłowej. Uchyłek w miarę wzrostu zarodka traci łączność z gardzielą i daje początek przedniemu płatowi przysadki mózgowej. Przednia ściana kieszonki proliferuje wypełniając kieszonkę i tworząc pars distalis i pars tuberalis gruczołu, z części tylnej wywodzi się pars intermedia. U niektórych organizmów (człowiek jest wyjątkiem) proliferujaca ściana przednia kieszonki nie wypełnia jej całkowicie, pozostawiając szczelinę, tzw. szczelinę Rathkego (Rathke's cleft). Z torbielowatych pozostałości kieszonki może u człowieka rozwinąć się łagodny nowotwór, czaszkogardlak (craniopharyngioma).
Nazwa struktury upamiętnia niemieckiego embriologa Martina Heinricha Rathkego, który zbadał ją i opisał w pierwszej połowie XIX wieku.